# Verve Records
Verve Records là hãng thu âm của Hoa Kỳ, trực thuộc tập đoàn Universal Music Group (UMG). Verve được thành lập năm 1956 bởi Norman Granz và sở hữu tác quyền nhạc jazz lớn nhất thế giới, bao gồm các nghệ sĩ hàng đầu như  Jon Batiste, Diana Krall, Ella Fitzgerald, Nina Simone, Stan Getz, Bill Evans, Billie Holiday và Oscar Peterson, cùng nhiều sản phẩm các dòng nhạc khác của các nghệ sĩ như The Velvet Underground, Kurt Vile, Frank Zappa, The Mothers of Invention... Verve cũng sở hữu tác quyền của các hãng đĩa của Granz trước kia, bao gồm Clef Records, Norgran Records cùng các sản phẩm từng được đăng ký dưới tên Mercury Records.
Verve Records cũng thu âm cho nhiều nghệ sĩ âm nhạc điện tử như Kurt Vile, Everything but the Girl, Samara Joy hay Arooj Aftab. Verve Records được tái cơ cấu trực thuộc Verve Label Group (VLG), một công ty con của tập đoàn Universal Music Group. Công ty hiện cũng quản lý nhiều hãng đĩa con nổi tiếng khác là Verve Forecast, Impulse! và Decca Records.